# ブラウンシュヴァイク工科大学
ブラウンシュヴァイク工科大学（Technische Universität Braunschweig）は、ドイツ・ニーダーザクセン州の第2の都市ブラウンシュヴァイクにある工科大学である。ドイツ最古の数理科学教育機関を持つ工科大学で、工科大学連合TU9のメンバー校である。1745年に創立されたカロリヌム・コレギウム（Collegium Carolinum）が母体。数学や物理、天文学で名高いガウスの出身校で、現在はその名を冠した学部も設けられている。
なお「工科大学」というのは通称で、実際には人文系の学部も有する総合大学（ウニヴェルジテート、ドイツ語: Universität）である。ドイツのTechnische Universität（TU）は「工業総合大学」と訳すのが本来で、「工科大学」に相当するのはTechnische Hochschule（TH）であるが、日本の文献ではTUもTHも「工科大学」と訳されることが多い。本項でも一般的な通称である「工科大学」とする。

## 歴史

### 前史
ドイツの各領邦では、17世紀から18世紀にかけて大学・学校の設立が相次いだ。これには政治的な理由があった。かつてドイツの知識層は神聖ローマ帝国の版図に設けられた大学を最高学府として目指していた。しかし、ルターの宗教改革に起因するシュマルカルデン戦争や三十年戦争の結果、神聖ローマ帝国による「統一」は事実上瓦解した。それぞれの領邦はカトリック、プロテスタント、さらにはルター派やカルヴァン派、さらにはその分派に分裂してしまい、各領邦の君主たちは自国の宗派や政策に合致する思想教育を行う学校を自国の領内に必要とするようになったのである。また、他領の大学へ子弟を留学させる費用負担が大きかったことも理由にあげられる。
神聖ローマ帝国の時代からの伝統的な学校は、古来からの伝統的な教育、すなわちギリシア語・ラテン語といった古典語や神学、弁論学を重視していた。しかしこれらの学校は、ルネサンスとそれに続く新しい学問や科学の急速な発展に追いつかなくなっていった。また、かつては高等教育を受けるのは上流階級の子弟だけと決まっていたが、市民階級の成長によって農業や商工業の富裕層の中からも、新時代の数学や地理、技術、外国語を習得するものが増えてきて、下手をすると古典的な学問しか身につけていない貴族よりも庶民の知識のほうが役に立つようになってきていた。

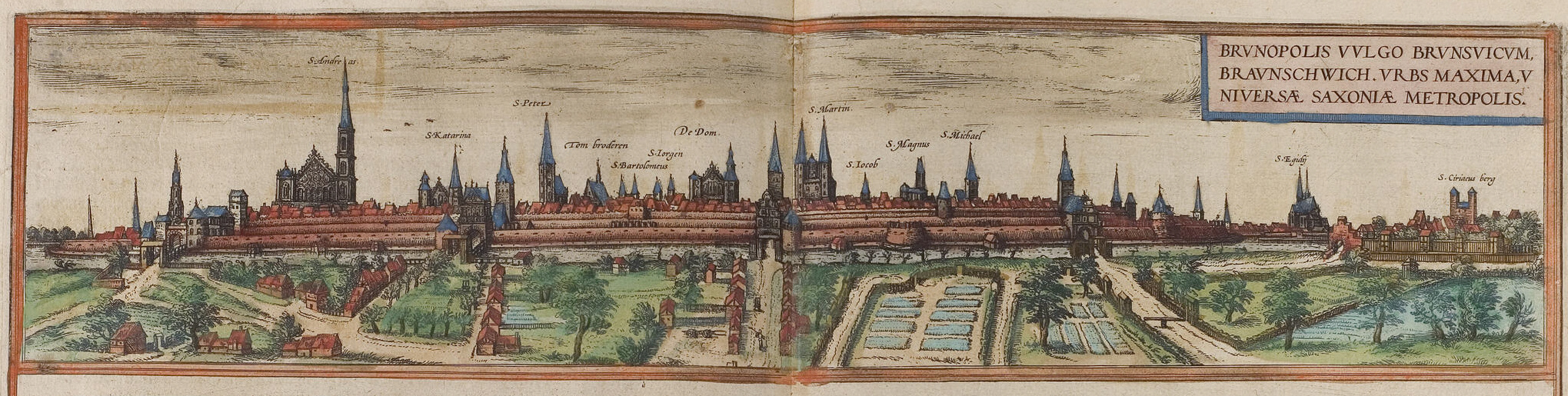
16世紀のブラウンシュヴァイク

北ドイツのブラウンシュヴァイク＝ヴォルフェンビュッテル侯国では、首府ブラウンシュヴァイクから40キロメートルちかく離れたヘルムシュテットに、1576年創立のヘルムシュテット大学（Universität）があった。その周辺各国ではキール大学（1665年創立、Universität）、ハレ大学（1694年創立、Universität）、ゲッティンゲン大学（1737年創立、Universität）と新たな大学が登場した。

### 18世紀

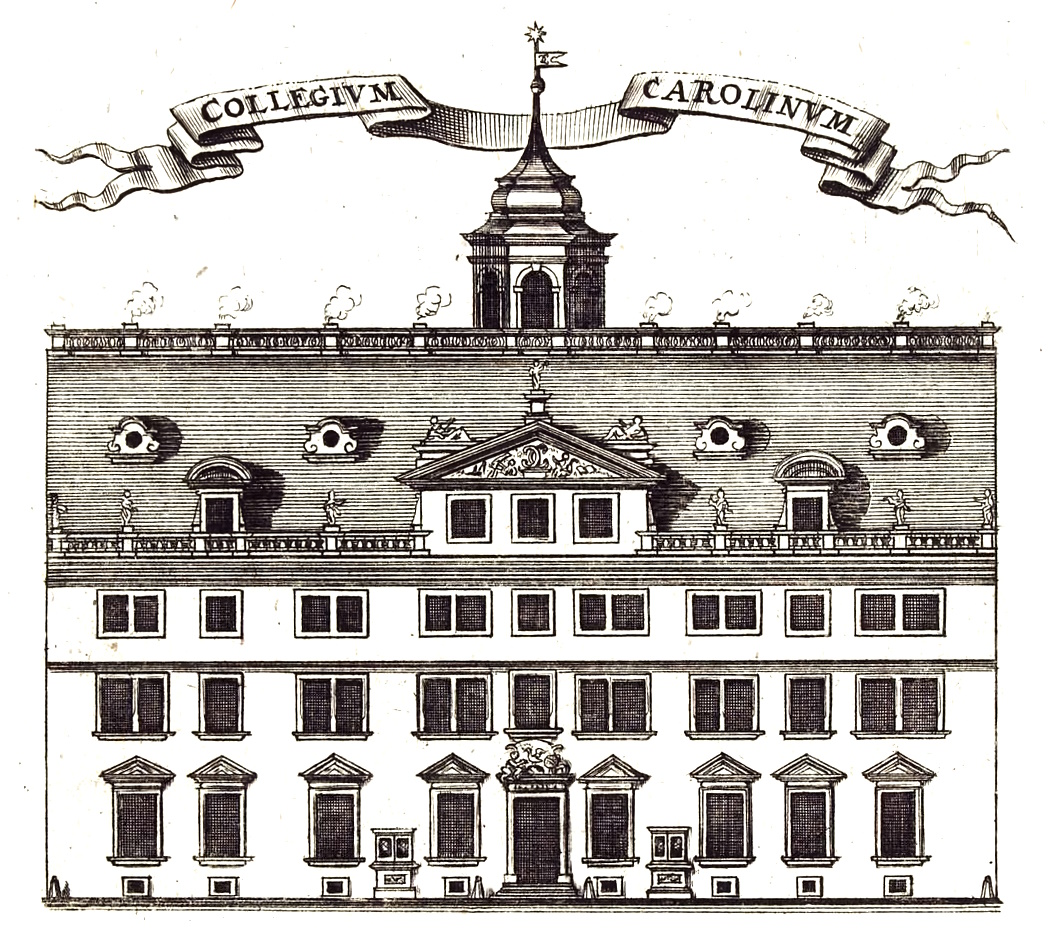
創立時の建物（1746年）

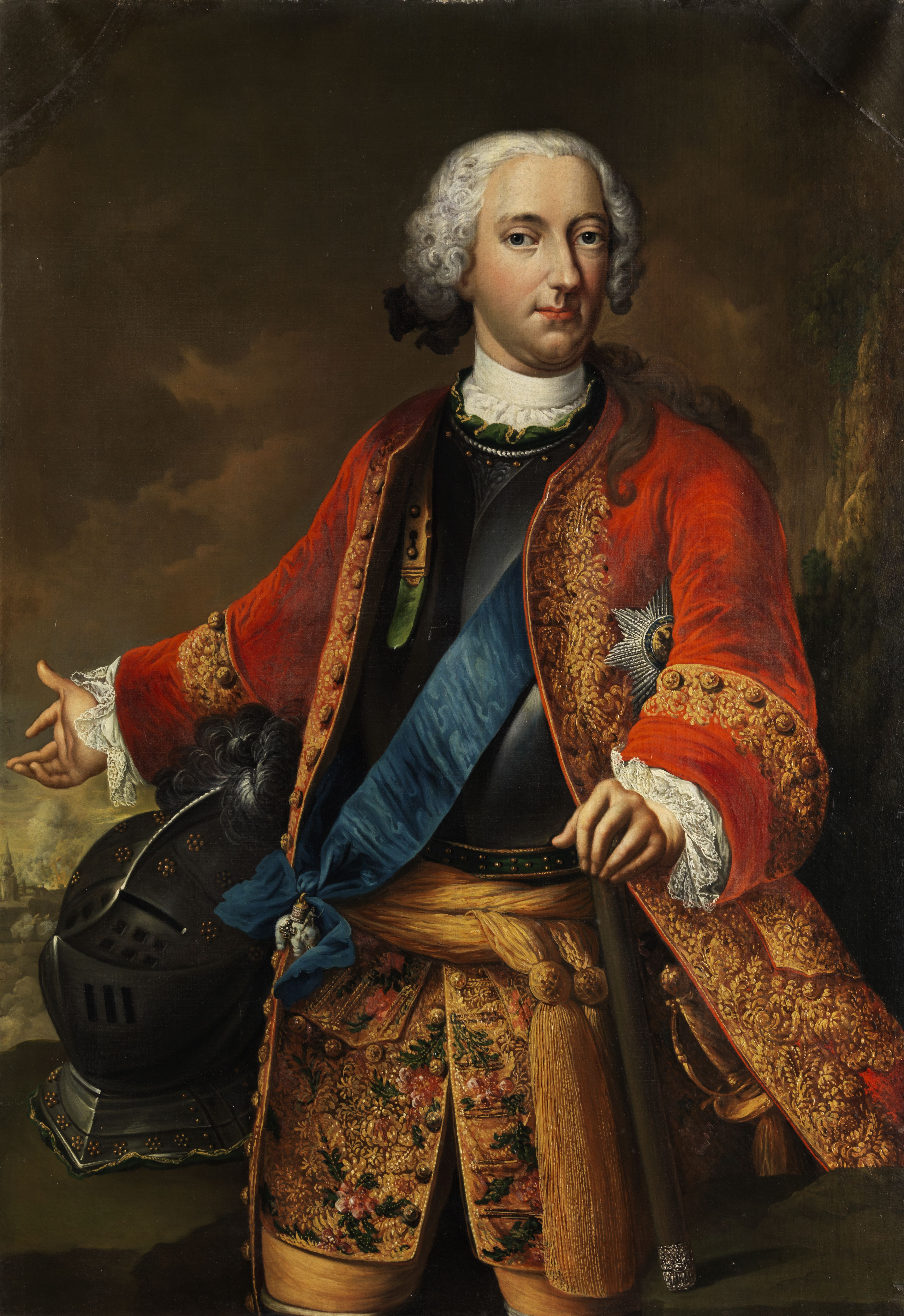
創立者のカール1世

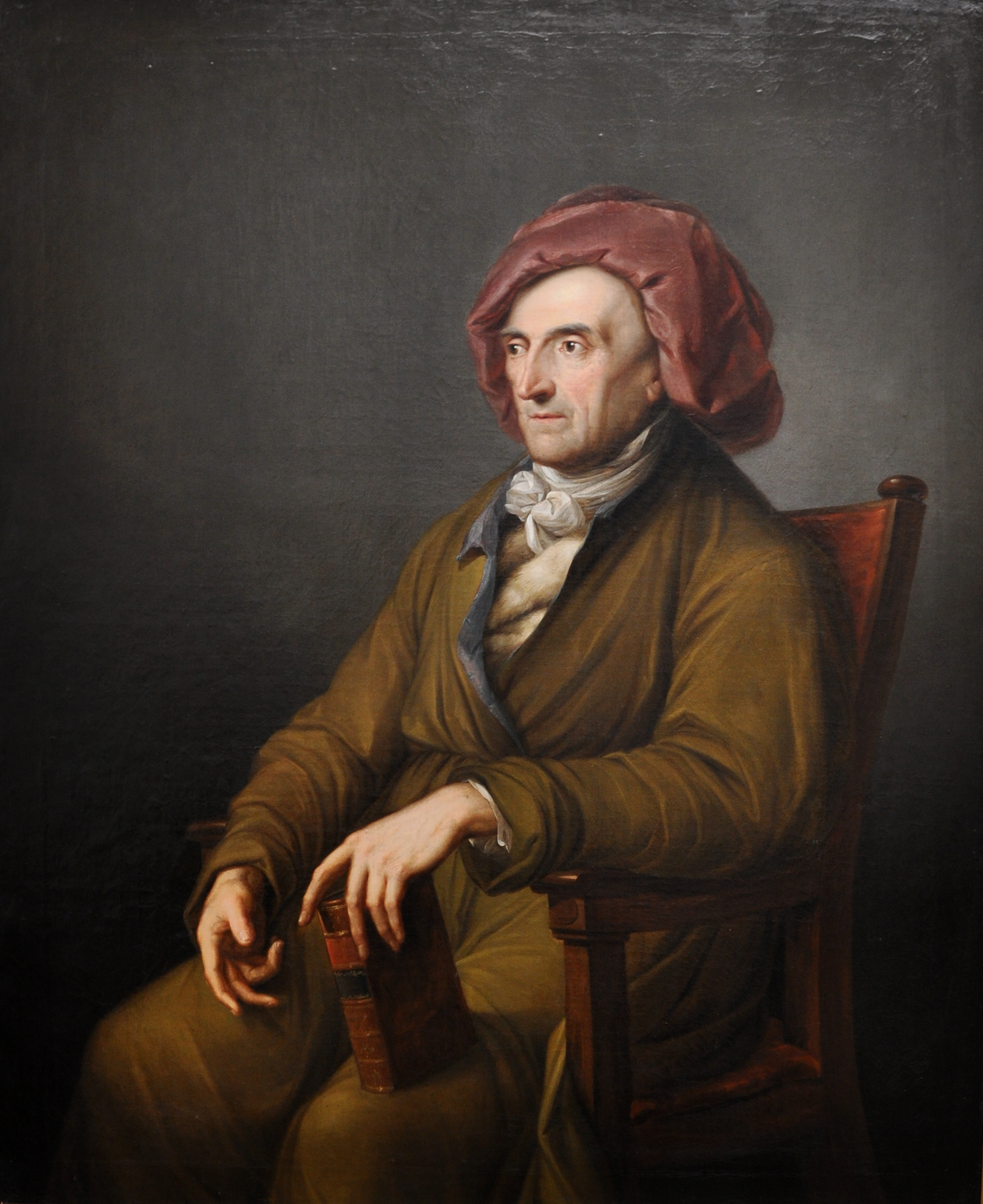
人選を行ったイェルーザレム

ブラウンシュヴァイク＝ヴォルフェンビュッテル侯国では、1735年に統治家の新ブラウンシュヴァイク家が断絶し、侯位が分家のベーヴェルン家に移った。この年にカール1世が22歳の若さで即位すると、重商主義と啓蒙主義に基づく政策を国内に布いた。
カール1世は領内の殖産興業のためには、上流階級が新しい時代の学問・知識・科学・技術を修得する必要があると考えた。そのためにお膝元のブラウンシュヴァイクに新たな学校（コレギウム（Collegium））を創立することにした。これはイギリスの「カレッジ」を手本としたもので、中等教育を行うギムナジウム（Gymnasium）と高等教育を行うウニベルシュタット（Universität）の中間に位置づけられた。すなわち、専門的な研究に生涯を捧げるような学者を目指すのであればウニベルシュタットがそれを担い、コレギウムでは卒業後に実社会で活躍したり、各地のギムナジウムで教鞭をとったりするような人材の育成を目指したのである。
コレギウムの創設にあたり、カール1世は宮廷顧問の神学者イェルーザレムに教授陣の人選を行わせた。イェルーザレムは神学者でありながら啓蒙思想家でもあり、ドイツ諸国から新進気鋭の若い文人・学者を集めた。創立当初は人文科学・美術、数学・科学の講義が行われ、貴族の子弟48名が学生として在籍した。大学のモットーは「bon sens und guten Geschmack（分別と良識）」である。
こうして1745年にカロリヌム・コレギウム（Collegium Carolinum）が創立された。学校名の「カロリヌム」はカール1世の名前からとられている。
創成期の教授には、ブレーメン寄与派の文人ゲルトナーやエーバートのほか、劇作家として有名なレッシング、エシェンブルク（de:Johann Joachim Eschenburg）などの文学者がいる。彼らによって、カロリニム・コレギウムは18世紀後半のドイツにおける啓蒙主義の中心地の一つとなった。一方、18世紀から19世紀にかけてヨーロッパでは自然科学や工学が急速に発展し、学校の講義もそれを反映して、やがて理工系の授業を強化していくことになる。

### 19世紀

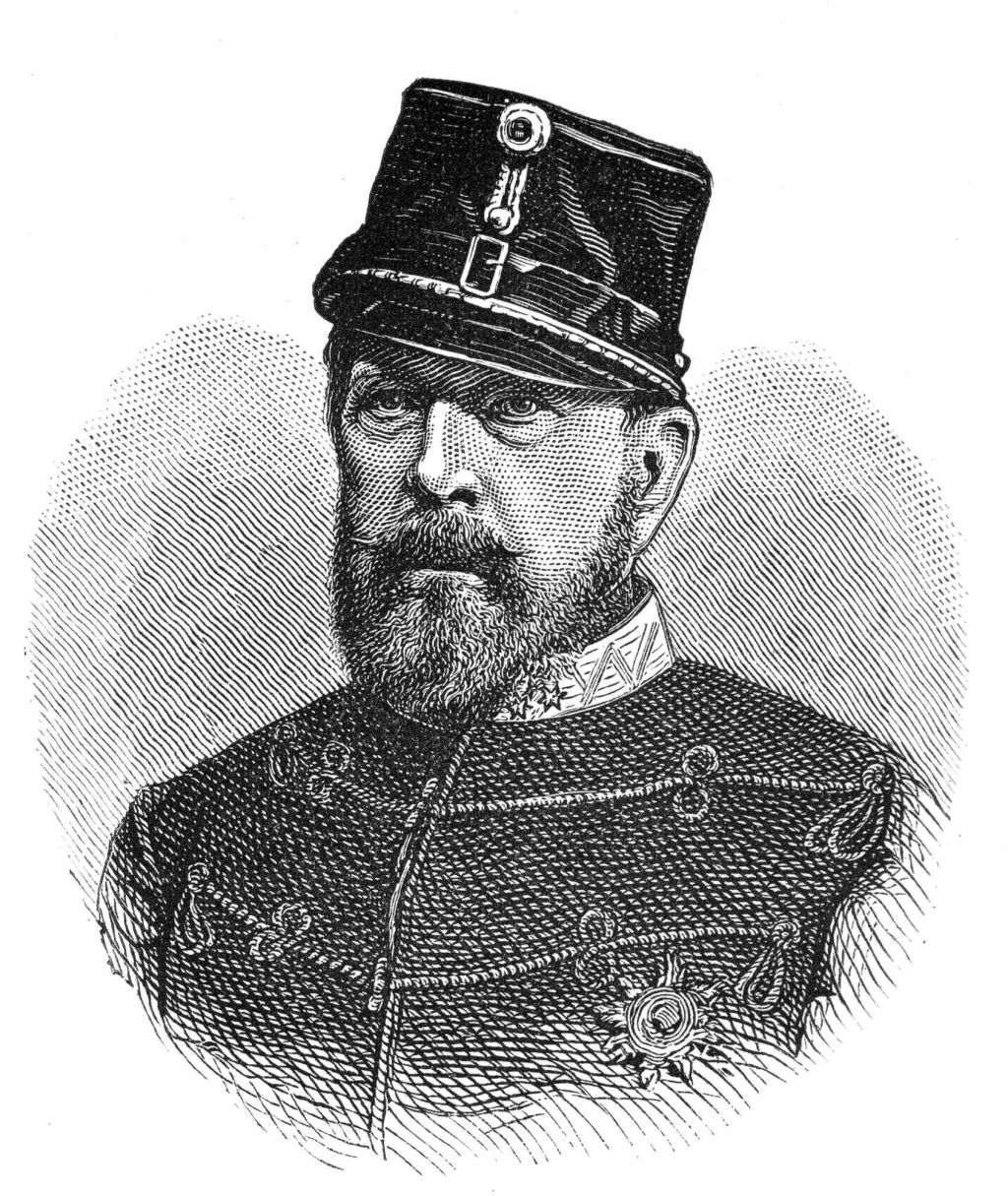
大学を理工系に再編したヴィルヘルム公

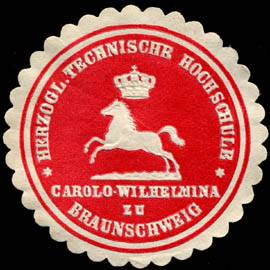
19世紀に使われていた校章

19世紀に入って間もなく、ナポレオンの侵攻によってブラウンシュヴァイクはフランスに占領された。当時のブラウンシュヴァイク侯フリードリヒ・ヴィルヘルムは、1808年からコレギウムを軍学校に改編し、フランスに対する抵抗運動を行った。これはナポレオン戦争が終わって、ブラウンシュヴァイク公国として1813年に独立するまで行われた。
フリードリヒのあとを継いでブラウンシュヴァイク公となったヴィルヘルムは理工系を重視し、カロリニム・コレギウムに理工系の講義を増やしていった。1835年には学校を人文学部、理工学部、経済学部の3つに分けたが、1862年には人文学部と経済学部を廃止して「王立技術学校（Herzogliche  Polytechnische Schule）」に改称、理工系の8学科が設置された。
さらに1877年には新学舎が落成、移転して「王立カール＝ウィルヘルミナ・工科大学（Herzogliche Technische Hochschule Carolo-Wilhelmina）」と改称した。当時の学生の在籍数は211名。

### 20世紀以降

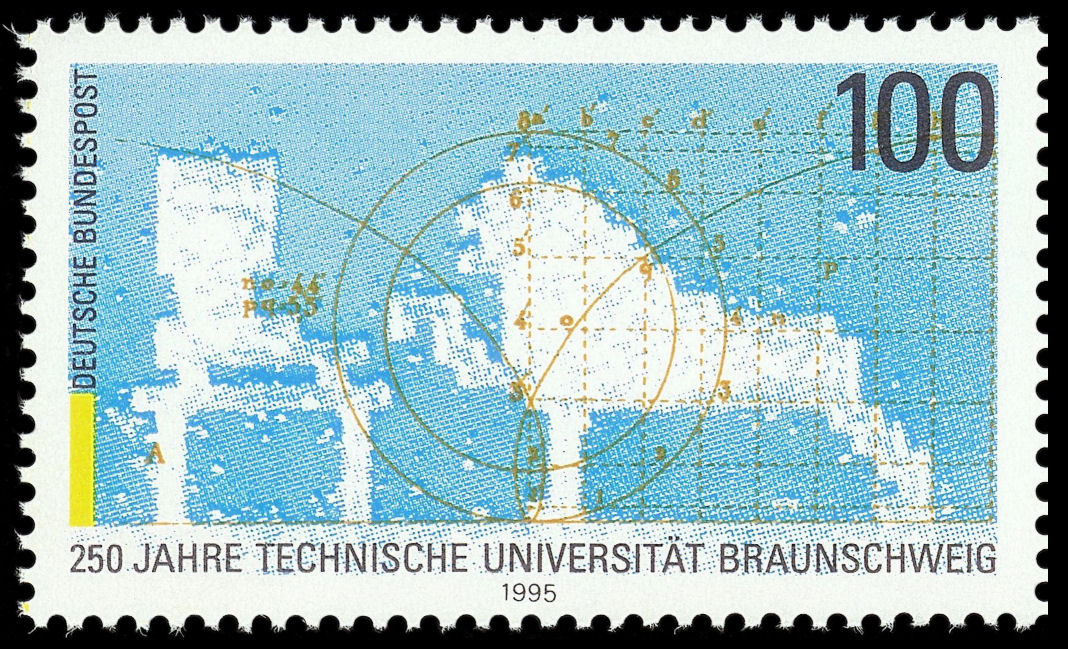
創立250周年を記念して1995年に発行された切手

第二次世界大戦の戦火によって、大学の建物も7割が破壊され、学校は存続の危機に陥った。州政府の援助によって建物が再建され、大学が再開された。1968年に現在の「ブラウンシュヴァイク・カール＝ウィルヘルミナ・工科大学（Technische Universität Carolo-Wilhelmina zu Braunschweig）」と改称した。「ブラウンシュヴァイク工科大学」というのはその通称である。
ドイツでは、2003年に国内の工科大学9校が集まってTU9という連合組織を作っており、ブラウンシュヴァイク工科大学もその1校として加盟している。

## 学部構成
- カール・フリードリヒ・ガウス学部
  - 数学科、情報学科、経済学科、社会科学科
- 生命科学学部
  - 生物・バイオテクノロジー科、化学・食品化学、薬学科、心理学科
- 建築・土木工学・環境科学学部
  - 建築学科、土木工学・環境科学科
- 機械工学部
  - 機械工学科、交通工学科
- 電気工学部
  - 電気工学・情報技術科、物理学科
- 人文教育学部
  - 人文教育学科

## 主な出身者
詳細はde:Liste bekannter Persönlichkeiten der TU Braunschweig参照。
- クラウス・フォン・クリッツィング - ノーベル物理学賞受賞者
- アドルフ・ブーゼマン - ドイツの航空工学者、超音速の空気力学のパイオニア
- ダーク・ホーク(Dirk Hoke) - エアバス・ディフェンス・アンド・スペースCEO
- コンスタンティン・ウーデ - ドイツの建築家